# 日本アニメ（ーター）見本市
日本アニメ（ーター）見本市（にほんアニメーターみほんいち、英語: Japan Anima(tor)'s Exhibition）は、ドワンゴとカラーによる共同企画。

## 概要
様々な監督によるオリジナル短編アニメ作品をインターネット配信する企画。
名前に括弧がついている理由については川上量生いわく「アニメーターだけがアニメを制作しているわけではない」との理由から庵野が付け加えたものであるという。
スタジオジブリの宮崎駿が題字、プロデューサーの鈴木敏夫が題字彩色。声優の山寺宏一と林原めぐみが、声の出演を全話担当する。

## 歴史
時刻はすべて日本時間。

### 2014年
- 11月7日より、毎週金曜日10時に1話ずつ公開。
- 11月10日より、毎週月曜日22時から、制作スタッフが作品を解説する番組「日本アニメ（ーター）見本市 - 同トレス - 」がニコニコ生放送にて始まった。
- 12月9日、一部作品が、ユニバーサル・スタジオ・ジャパン（大阪市此花区）のシアターにて、2015年1月23日より上映されると発表された[4]。
- 12月22日より、「dwango.jp」「iTunes」「レコチョク」などにて、関連楽曲の配信がスタートすることが発表された[5]。

### 2015年
- 1月16日より、EVANGELION STOREにおいて、日本アニメ（ーター）見本市公式アイテムとして、オリジナルTシャツの販売が開始された[6]。
- 1月23日から2月28日まで期間限定で、大阪・ユニバーサル・スタジオ・ジャパン“stage14”において“日本アニメ（ーター）見本市 in UNIVERSAL STUDIOS JAPAN”が開催され、これまで公開された中から厳選された作品が上映された[7][8]。
- 2月13日、ニコニコ生放送で「日本アニメ（ーター）見本市」勝手に鑑賞会第一回が放送された。番組には、人気アイドルグループ・でんぱ組.incの夢眠ねむ、成瀬瑛美の他、PLANETS編集長・宇野常寛、株式会社KADOKAWA代表取締役専務・井上伸一郎が出演し、各作品の感想を放送した[9]。
- 2月20日、「日本アニメ（ーター）見本市」の音楽集CDがキングレコードから5月13日に発売開始されることが決定した[10]。
- 2月24日、ニコニコ生放送で「日本アニメ（ーター）見本市」勝手に鑑賞会第二回が放送された。番組には、岡田斗司夫・堀江貴文・西村博之が出演し、各作品の感想を放送した[11]。
- 3月4日、『安彦良和・板野一郎原撮集』がクローズ（公開終了）となった。
- 3月20日から3月22日開催のAnimeJapan 2015[12]では、「日本アニメ（ーター）見本市」がブースを出展した[13][14]。
- 4月25日から4月26日に幕張メッセで開催された「ニコニコ超会議2015」に「日本アニメ（ーター）見本市」が出展した。1000枚以上の原画・設定資料などを『パラパラ原画（など）』として展示した[15]。
- 5月13日、「日本アニメ（ーター）見本市」の音楽集CDがキングレコードから発売開始。第1話〜第11話までの音楽から39曲収録。初回限定特別装丁盤には、「日本アニメ（ーター）見本市」にも参加しているアニメクリエイター・前田真宏による描き下ろしイラストを使用した。
- 5月31日、24時を以て日本アニメ（ーター）見本市公式サイトにて公開中のファーストシーズンの作品が、 クローズ（公開終了）となった。ニコニコ生放送での作品解説番組「日本アニメ（ーター）見本市 -同トレス-」も、ファーストシーズン分のタイムシフト視聴を終了した。
- 6月24日から8月31日まで、六本木・国立新美術館にて開催された「ニッポンのマンガ＊アニメ＊ゲーム」展に、「日本アニメ（ーター）見本市」が出展した[16]。
- 6月30日、ニコニコ生放送で「Q'ulleと見よう!日本アニメ（ーター）見本市 勝手に鑑賞会」が放送された。番組には、ゲストにQ'ulleのメンバー、MCに百花繚乱が出演し、各作品の感想を放送した[17]。
- 7月2日から7月5日まで、フランス・パリで開催された「JAPAN EXPO[18]」では、日本アニメ（ーター）見本市 音楽集CD①の初回限定盤向けに描かれた、前田真宏描き下ろしイラストが巨大壁画になって登場した。また、これまでの「日本アニメ（ーター）見本市」の作品の中からセレクトして作品が上映された[19]。
- 7月10日から7月12日まで、イギリス・ロンドンで開催された「HYPER JAPAN Festival 2015[20]」に、「日本アニメ（ーター）見本市」が出展、パネル展示・作品を上映した[21][19]。
- 7月10日から7月12日まで、イタリア・トレビソで開催される「Nipponbashi[22]」に、「日本アニメ（ーター）見本市」が出展、パネル展示・作品を上映した[23][19]。
- 7月10日、ニコニコ生放送で「【加藤夏希・佐久間宣行・吉田尚記】日本アニメ（ーター）見本市 勝手に鑑賞会」が放送された。番組には、ゲストに加藤夏希、佐久間宣行（テレビ東京プロデューサー）、MCに吉田尚記（ニッポン放送のアナウンサー）が出演し、各作品の感想を放送した[24]。
- 7月18日、東京・新宿バルト9にてイベント「日本アニメ（ーター）見本市 初号上映」が開催された。本企画の立案者である庵野秀明とエグゼクティブプロデューサーの川上量生、公開作品の監督らによるトークのほか、サードシーズンのラインナップ発表も行われた[25]。
- 7月24日からは、セカンドシーズンの楽曲が配信された。また、「日本アニメ（ーター）見本市」ファーストシーズンのハイレゾ音源を「mora[26]」、「VICTOR STUDIO HD-Music[27]」、「e-onkyo music[28]」の3サイトでも配信した[29]。サードシーズンの新作PVが公開された[30]。
- 7月25日から8月7日まで2週間限定で、新宿バルト9を始めとした全国10カ所の映画館（ディノスシネマズ札幌劇場（北海道）/MOVIX利府（宮城）/T・ジョイ新潟万代（新潟）/新宿バルト9（東京）/横浜ブルク13（神奈川）/109シネマズ名古屋（愛知）/T・ジョイ京都（京都）/梅田ブルク7（大阪）/広島バルト11（広島）/T・ジョイ博多（福岡））にて、ファーストシーズンの全12作品のほか、サードシーズンより3作品（第25話『HAMMERHEAD』 （監督：舞城王太郎×前田真宏）、第26話『コント ころしや 1989』（監督：中澤一登）、第27話『ブブとブブリーナ』（監督：なかむらたかし））の先行上映を実施した[31]。
- 7月26日に幕張メッセで開催となる“ワンダーフェスティバル2015”に「日本アニメ（ーター）見本市」が出展。原画や設定資料展示のほか、“ニコニコ超会議2015”で好評だった巨大壁画の展示も実施した[30]。
- 7月31日よりサードシーズンのWEB配信を開始した。また、ニコニコ生放送にて、制作陣が出演して『ハンマーヘッド』の制作秘話を語る“日本アニメ（ーター）見本市-同トレス-”が8月3日22時より放送された[32]。
- 8月1日より、全国10カ所の劇場で上映中の“劇場上映 日本アニメ（ーター）見本市”において、サードシーズンの『ザ・ウルトラマン ジャッカル 対 ウルトラマン』（監督：横山彰利）と『ヒストリー機関』（監督：吉浦康裕）の2作品を追加上映することが決定。それに伴い、『ハンマーヘッド』の上映は7月31日をもって終了となった[32]。
- 8月6日から8月11日まで、台湾で開催される「漫書博覧会[33]」に、「日本アニメ（ーター）見本市」が出展、パネル展示・作品を上映した[19]。
- 8月7日より、セカンドシーズンの音源、全9作品のハイレゾ配信がスタートした[34]。
- 8月14日、19時から、ニコニコ生放送において、「日本アニメ（ーター）見本市」の監督陣の過去作品を放送する、「日本アニメ（ーター）見本市監督作品特集」が実施された。『LUPIN the Third -峰不二子という女-』（監督：山本沙代）。8月22日からは『イヴの時間 劇場版』（監督：吉浦康裕）、8月28日からは『キルラキル KILL la KILL』（監督：今石洋之）の3作品[35]。
- 8月18日 2時9分〜3時48分に、日本テレビ「映画天国」（関東ローカル）で、8月26日の『新世紀エヴァンゲリオン』Blu-ray BOX発売を前に、『エヴァまつり 新世紀エヴァンゲリオン・セレクション』と題し、見本市の第7話「until You come to me.」、第12話「evangelion:Another Impact（Confidential）」の2作品のほか、『新世紀エヴァンゲリオン』からセレクトされた「第壱話 使徒、襲来」、「第九話 瞬間、心、重ねて」、「第弐拾四話 最後のシ者」の3エピソードが放送される[36]。また、日本テレビでの放送終了後から1週間、8月18日 3:48〜24日 23:59まで、見本市の第7話、第12話が公式サイトにて再配信された[37]。
- 8月29日、東京・池袋で開催中の「ウルトラマンフェスティバル2015」内で、「日本アニメ（ーター）見本市」サードシーズン作品である『ザ・ウルトラマン』（監督：横山彰利）の特別上映会を実施した[38]。
- 9月9日、「日本アニメ（ーター）見本市」の音楽集CD第2弾が発売される。セカンドシーズン第13話「Kanón」〜第24話「神速のRouge」までの音楽をほぼまるごとパッケージ化してCD化された[39]。
- 9月10日、19時から「日本アニメ（ーター）見本市公式サイト」にて配信している『ザ・ウルトラマン』に宇宙警備隊隊長・ゾフィーが登場することを記念し、ニコニコ生放送にてゾフィー隊長のウルトラマンシリーズ出演作が一挙放送された[40]。放送されたのは以下の通り。
【配信作品】
  - 『ウルトラマン』より 第39話 さらばウルトラマン
  - 『ウルトラマンA』より 第5話 大蟻超獣対ウルトラ兄弟/第13話 死刑!ウルトラ5兄弟/第14話 銀河に散った5つの星/第23話 逆転!ゾフィ只今参上/第35話 ゾフィからの贈りもの
  - 『ウルトラマンタロウ』より 第17話 2大怪獣タロウに迫る!/第18話 ゾフィが死んだ!タロウも死んだ!/第19話 ウルトラの母愛の奇跡!/第33話 ウルトラの国大爆発5秒前!/第34話 ウルトラ6兄弟最後の日!
  - 『ウルトラマンレオ』より 第38話 決闘!レオ兄弟対ウルトラ兄弟/第39話 レオ兄弟ウルトラ兄弟勝利の時
  - 映画『ウルトラマンZOFFY ウルトラの戦士VS大怪獣軍団』
  - 『ウルトラマンメビウス』より 第50話 最終三部作III心からの言葉
- 9月11日から1週間限定で、『GIRL』の公開を記念し、公式サイト内で、吉崎響作品『ME!ME!ME!』が再配信された[41]。
- 10月13日から10月28日にかけて、池袋P'PARCO・ニコニコ本社において、日本アニメ（ーター）見本市の特別コラボレーションキャンペーンが実施された。
- 10月17日、イギリス・スコットランドにて開催された「スコットランド・ラブズ・アニメ 2015」[42]で「日本アニメ（―ター）見本市」の作品が上映された。エディンバラにあるFilmhouse Cinemaにて上映された[43]。
- 10月31日から11月3日に開催された「新千歳空港国際アニメーション映画祭2015」[44]において、「日本アニメ（ーター）見本市」の作品が上映された。
- 11月8日 22:50〜9日 0:19、NHK BSプレミアムにて「日本アニメ（ーター）見本市」の製作現場に密着した番組『庵野さんと僕らの向こう見ずな挑戦 日本アニメ（ーター）見本市』が放送された。
- 11月9日から11月23日まで、『安彦良和・板野一郎原撮集』以外のファーストシーズン全作品が再配信された。
- 11月11日（水）に「『日本アニメ（ーター）見本市』ヴォーカルコレクション」を発売。これまでの作品群から、珠玉のボーカル楽曲をセレクトして収録[45]。また、それの発売記念として、「ME!ME!ME!」「GIRL」のキャラクターデザイン・作画監督を担当した井関修一による描き下ろしイラストぬり絵本「NU!RI!EE!」が発売された。
- 11月12日から11月15日に台北のSongshan Cultural and Creative Park No.2 Warehouseで開催された「JAPAN MEDIX MIX FESTIVAL in Taipei 2015」に、「日本アニメ（ーター）見本市」が出展した。
- 11月23日、24時を以て日本アニメ（ーター）見本市公式サイトにて公開中のセカンドシーズンの作品が、クローズ（公開終了）となった。ニコニコ生放送での作品解説番組「日本アニメ（ーター）見本市 -同トレス-」も、セカンドシーズン分のタイムシフト視聴を終了した。

### 2016年
- 1月5日より、NHK BSプレミアムにて見本市作品を紹介するミニ番組「日本アニメ（ーター）見本市セレクション」が放送された。放送されたのは以下の通り。
【放送作品】
  - 1月5日 - 『HILL CLIMB GIRL』
  - 1月8日 - 『ヤマデロイド』
  - 1月15日 - 『ザ・ウルトラマン』
  - 1月18日 - 『カセットガール』
- 1月6日から1月31日まで、『安彦良和・板野一郎原撮集』以外のファーストシーズン全作品・セカンドシーズン全作品が再配信された。
- 1月10日 2:05〜3:34、『庵野さんと僕らの向こう見ずな挑戦 日本アニメ（ーター）見本市』がNHK BSプレミアムにて再放送された。
- 1月22日から1月24日までタイ・バンコクのセントラルワールドプラザで開催された「JAPAN EXPO in Thailand×Tokyo crazy kawaii」に、「日本アニメ（ーター）見本市」が出展した。
- 1月31日、24時を以て日本アニメ（ーター）見本市公式サイトにて公開中のサードシーズンの作品が、クローズ（公開終了）となり、これをもって日本アニメ（ーター）見本市で公開された全ての作品が公開終了となった。ニコニコ生放送での作品解説番組「日本アニメ（ーター）見本市 -同トレス-」も、サードシーズン分のタイムシフト視聴を終了した。
- 2月10日に発売された月刊「CGWORLD」vol.211（3月号）のモーショングラフィックス特集において、『ME!ME!ME! CHRONIC feat.daoko / TeddyLoid』の制作に注目した記事が掲載された。その記念として同日より1ヶ月間、『ME!ME!ME!』及び『ME!ME!ME! CHRONIC feat.Daoko / TeddyLoid』が再配信された。
- 4月1日から4月11日まで、世界フィギュアスケート選手権2016開幕を記念して、フィギュアスケートを題材にした『ENDLESS NIGHT』が再配信された。
- 4月22日から4月25日までカナダ・トロントのGeorge Brown CollegeのWaterfront Campusで開催された「トロントアニメーション映画祭」において、『カセットガール』がショート部門に選出された。その記念として4月20日から5月9日まで、『カセットガール』が再配信された。
- 5月19日から6月12日までアメリカ・シアトルで開催される「シアトル国際映画祭」において、『カセットガール』がショート部門に選出された。
- 『宇宙パトロールルル子』第9話において、『SEX and VIOLENCE with MACHSPEED』とのコラボレーションが実施された。それを記念して、 5月25日から6月30日まで『SEX and VIOLENCE with MACHSPEED』が再配信された。
- 7月29日より、日本アニメ（ーター）見本市の作品の魅力や舞台裏を詰め込んだビジュアルブックシリーズ『日本アニメ（ーター）見本市資料集』が刊行された。それを記念して、その第1弾の内容である『西荻窪駅徒歩20分2LDK敷礼2ヶ月ペット不可』が6月10日から8月22日まで再配信された。
- 8月26日、『龍の歯医者』が、2017年2月にNHK BSプレミアムで放送される予定の長編テレビアニメーションとして制作されることが決定した。それを記念して、同日より2017年3月31日まで、『龍の歯医者』が再配信される。
- 10月15日から1週間限定で、新宿バルト9・梅田ブルク7で「ゴーゴー日本アニメ（ーター）見本市」と題し、セカンドシーズンより8作品サードシーズンより4作品を劇場イベント上映。さらに“EXTRA”（番外）として、新作作品『機動警察パトレイバーREBOOT』（監督：吉浦康裕）が特別上映された。上映されたのは以下の通り。
【上映作品】
  - 『Kanón』
  - 『SEX and VIOLENCE with MACHSPEED』
  - 『おばけちゃん』
  - 『オチビサン』
  - 『I can Friday by day!』
  - 『偶像戦域』
  - 『鼻下長紳士回顧録』
  - 『神速のRouge』
  - 『ENDLESS NIGHT』
  - 『新世紀いんぱくつ。』
  - 『旅のロボから』
  - 『カセットガール』
- 10月16日、『龍の歯医者』長編アニメ化を記念して、ニコニコ生放送で日本アニメ（ーター）見本市のセレクションが一挙放送された。
- 10月17日、『龍の歯医者』の最新PVがNHKの公式サイトで公開された。
- 11月23日から30日にかけてラフォーレミュージアム原宿で開催された展覧会「株式会社カラー10周年記念展 過去（これまで）のエヴァと、未来（これから）のエヴァ。そして現在（いま）のスタジオカラー。」に、日本アニメ（ーター）見本市の原画・資料が展示された。
- 11月23日から2017年2月27日にかけて、『機動警察パトレイバーREBOOT』が公式サイトで配信された。

### 2017年
- 1月5日から30日まで、西荻窪のササユリカフェで、『旅のロボから』の映像、設定資料、原画、背景美術を展示した「旅のロボから展」が開催された。それを記念して、同期間限定で『旅のロボから』が再配信された。
- 長編テレビアニメーション『龍の歯医者』が、2月18日と25日にNHK BSプレミアムで放送された[46]。
- 3月2日から4月3日まで、西荻窪のササユリカフェで、『オチビサン』のギャラリー展「オチビサンカフェギャラリー at ササユリカフェ」が開催された。それを記念して、同期間限定で『オチビサン』が再配信された。
- 3月10日、「VFX-JAPANアワード2017」の、ショートフィルム部門 最優秀賞として、『機動警察パトレイバーREBOOT』が選ばれた[47]。
- 3月13日、『日本アニメ（ーター）見本市資料集』第3弾『カセットガール 全記録全集』が5月12日に発売されるのを記念して、同日より6月12日まで、『カセットガール』が再配信された。
- 3月20日、長編テレビアニメーション『龍の歯医者』がNHK BSプレミアムで再放送された。
- 長編テレビアニメーション『龍の歯医者』が4月1日と8日にNHK総合で放送されることを記念して、見本市版『龍の歯医者』の公開期間が5月8日に延長された。
- 4月21日・22日にNHK BSプレミアムにて本市作品を紹介するミニ番組「日本アニメ（ーター）見本市セレクション」が再放送された。放送スケジュールは以下の通り。
【放送作品】
  - 4月21日 - 『HILL CLIMB GIRL』『ヤマデロイド』
  - 4月22日 - 『ザ・ウルトラマン』『カセットガール』
- 4月30日 0:45より、『庵野さんと僕らの向こう見ずな挑戦 日本アニメ（ーター）見本市』がNHK BSプレミアムにて再放送された。
- 12月29日、『龍の歯医者』 Blu-ray特別版に日本アニメ（ーター）見本市の作品群が収録されることを記念して、同日より2018年2月28日まで、『ヤマデロイド』が再配信された。

### 2018年
- 1月24日に発売される『龍の歯医者』 Blu-ray特別版に、『ヤマデロイド』『安彦良和・板野一郎原撮集』『機動警察パトレイバーREBOOT』以外の全見本市作品が収録された。また、収録された全作品のデータベースを掲載した見本市カタログも同梱されている。
- 6月12日、『日本アニメ（ーター）見本市資料集』第4弾『ME!ME!ME! BOOK!BOOK!BOOK!』の発売を記念して、同日より8月31日まで、『ME!ME!ME!』が再配信された。
- 11月9日、『SSSS.GRIDMAN』の放送を記念して、同日より12月26日まで、『電光超人グリッドマン boys invent great hero』が再配信された。
- 12月31日、公式サイトが閉鎖された。今後は別サイトへのコンテンツ移植を検討する予定。

### 2025年
- 1月29日、鶴巻和哉 監督最新作、劇場先行版『機動戦士Gundam GQuuuuuuX -Beginning-』の公開を記念し、『偶像戦域』『I can Friday by day!』が再配信された。
- 3月、『機動戦士ガンダム』のAmazon Prime Videoでの配信を受け、『安彦良和・板野一郎原撮集』が再配信された。

## スタッフ
※ この企画全体に関わった人物・団体のみを記載。
- 企画：日本アニメーター見本市 有限責任事業組合
- 企画立案（エグゼクティブプロデューサー）：庵野秀明
- エグゼグティブプロデューサー：川上量生
- 題字：宮崎駿 ※ 作品ロゴには「題字ハヤオ」と記載
- 題字彩色：鈴木敏夫
- 声の出演：山寺宏一、林原めぐみ
- 音響効果：野口透、 鋤柄務 (アニメサウンド)
- 現像：IMAGICA
- 企画立案協力：鶴巻和哉、前田真宏
- 音楽制作：キングレコード
- Webサイト/アプリ制作：株式会社ディジティミニミ
- 制作：スタジオカラー
- 製作：株式会社ドワンゴ、株式会社カラー

## 内容

### 「見本市」
作品本編の一覧。
| #           | 公開日          | タイトル                                    | 監督               | 脚本              | 備考 |
| 1stシーズン | 1stシーズン     | 1stシーズン                                 | 1stシーズン        | 1stシーズン       | 1stシーズン |
| ----------- | --------------- | ------------------------------------------- | ------------------ | ----------------- | --- |
| 1           | 2014年 11月7日  | 龍の歯医者                                  | 舞城王太郎         | 舞城王太郎        | アニメーション監督：鶴巻和哉 キャラクターデザイン：小坂泰之 アニメーションキャラクターデザイン・作画監督：亀田祥倫 音楽：小山嘉嵩 |
| 2           | 2014年 11月14日 | HILL CLIMB GIRL                             | 谷東               | -                 | 3Dディレクター：宮城健 キャラクターデザイン：米山舞 |
| 3           | 2014年 11月21日 | ME!ME!ME!                                   | 吉崎響 （新人）    | -                 | 音楽：「ME!ME!ME! feat. daoko」 TeddyLoid キャラクターデザイン・作画監督：井関修一 |
| 4           | 2014年 11月28日 | Carnage                                     | 本間晃             | 田中隼人          | 原案・画コンテ・キャラクターデザイン：本間晃 音楽：星野純一 |
| 5           | 2014年 12月5日  | 安彦良和・板野一郎原撮集                    | -                  | -                 | レイアウト・原画・作画修正：安彦良和、板野一郎 構成・編集：庵野秀明 監修：氷川竜介 この作品のみ、他の1stシーズン作品より早い2015年3月4日に公開を終了した。                                                                                        |
| 6           | 2014年 12月12日 | 西荻窪駅徒歩20分2LDK敷礼2ヶ月ペット不可     | 前田真宏 本田雄    | -                 | 絵コンテ・演出：前田真宏 原案・キャラクターデザイン：本田雄 音楽：矢野博康 ギター：松江潤、チェロ：徳澤青弦 |
| 7           | 2014年 12月19日 | until You come to me.                       | 平松禎史           | -                 | 原作：庵野秀明 美術：串田達也 音楽：鷺巣詩郎 |
| 8           | 2015年 1月9日   | そこからの明日。                            | 林明美             | -                 | イメージボード・デザインワーク：品川宏樹 作画監督：戸田さやか 音楽：Avaivartika |
| 9           | 2015年 1月16日  | 電光超人グリッドマン boys invent great hero | 雨宮哲             | -                 | キャラクターデザイン：芳垣祐介 アニメーション制作：TRIGGER |
| 10          | 2015年 1月23日  | ヤマデロイド                                | 堀内隆 江本正弘    | -                 | 監修：板野一郎 原案：堀内隆 キャラクターデザイン・演出・作画監督：江本正弘 メカデザイン：道解慎太郎 アニメーション制作：グラフィニカ 歌：ヤマデロイド（CV：山寺宏一）                                                                             |
| 11          | 2015年 1月30日  | POWER PLANT No.33                           | 吉浦康裕           | 吉浦康裕          | 原案：吉浦康裕 原案・怪獣&ロボデザイン・美術監督：金子雄司 キャラクターデザイン・作画監督：斉藤健吾 アニメーション制作：スタジオ六花・トリガー |
| 12          | 2015年 2月6日   | evangelion:Another Impact（Confidential）   | 荒牧伸志           | 荒牧伸志          | 原作：庵野秀明 Another Eva デザイン：竹内敦志 CGディレクター：松本勝 アニメーション制作：SOLA DIGITAL ARTS、スティーブンスティーブン |
| 2ndシーズン |                 |                                             |                    |                   | |
| 13          | 2015年 3月13日  | Kanón                                       | 前田真宏           | 前田真宏          | 原案：Karel Čapek『Adam stvořitel』より 舞台演出：吉崎響 キャラクターデザイン：前田真宏、井関修一 大道具：串田達也 |
| 14          | 2015年 3月20日  | SEX and VIOLENCE with MACHSPEED             | 今石洋之           | -                 | 絵コンテ：今石洋之 デザイン・ストーリー原案：コヤマシゲト、今石洋之、若林広海 アニメーション制作：トリガー 音楽：Attack The Music |
| 15          | 2015年 3月27日  | おばけちゃん                                | コヤマシゲト       | -                 | 原作：草野剛・コヤマシゲト 演出：若林広海 |
| 16          | 2015年 4月3日   | 月影のトキオ                                | 水野貴信           | 須田剛一 （GhM）  | 原作：須田剛一（GhM） キャラクターデザイン：桟敷大祐 音楽：Norihito Ogawa アニメーション制作：神風動画 |
| 17          | 2015年 4月10日  | 三本の証言者                                | うつのみや理       | うつのみや理      | 絵コンテ・作画監督：うつのみや理 アニメーション制作：スタジオカラー |
| 18          | 2015年 4月17日  | オチビサン                                  | 川村真司 （PARTY） | 川村真司          | 原作：安野モヨコ 作画アニメーション：スタジオカラー ストップモーション：ドワーフ 音楽：インビジブルデザインズラボ 制作：太陽企画 |
| 19          | 2015年 4月24日  | I can Friday by day!                        | 鶴巻和哉           | ウエダハジメ      | 絵コンテ：鶴巻和哉 原案：ウエダハジメ キャラクターデザイン：竹 アニメーションキャラクターデザイン・作画監督：すしお メカデザイン：渭原敏明 音楽：「I can Friday by day!」作詞・作曲・編曲：SiN 歌：Neko Jump                                      |
| 20A         | 2015年 5月1日   | ME!ME!ME! CHRONIC feat.daoko / TeddyLoid    | 吉崎響             | -                 | VJ：吉崎響、sankaku△、flapper3、スタジオカラー |
| 20B         | 2015年 5月1日   | (Making of) evangelion:Another Impact       | -                  | -                 | 編集・演出：松本勝 プロデュース：荒牧伸志 メイキングリール提供：米岡馨、清水智弘 音楽：鷺巣詩郎 整音：山田陽、八巻大樹 オンライン編集：李英美 |
| 21          | 2015年 5月8日   | 偶像戦域                                    | 山下いくと         | 山下いくと        | 原案・イメージボード・絵コンテ・キャラクター&メカニックデザイン：山下いくと アニメーション監督・絵コンテ：古橋一浩 アニメーションキャラクター&アニメーションメカニックデザイン・メカニック作画監督：金世俊 キャラクター作画監督：寺岡巌 音楽：SiN |
| 22          | 2015年 5月15日  | イブセキ ヨルニ                             | 平松禎史           | 平松禎史          | 原作：さかき漣 / 「顔のない独裁者」PHP研究所 美術：串田達也 音楽：鷺巣詩郎 R-18作品 |
| 23          | 2015年 5月22日  | 鼻下長紳士回顧録                            | -                  | -                 | 原作：安野モヨコ 音楽：鷺巣詩郎 制作：コルク |
| 24          | 2015年 5月29日  | 神速のRouge                                 | 鬼塚大輔           | 鬼塚大輔          | 原案・コンテ：鬼塚大輔 原案･イメージボード・甲冑デザイン：前田真宏 キャラクター原案：鶴巻和哉 キャラクターデザイン･作画監督：井関修一 メカデザイン：高倉武史                                                                                      |
| 3rdシーズン |                 |                                             |                    |                   | |
| 25          | 2015年 7月31日  | ハンマーヘッド                              | 舞城王太郎         | 舞城王太郎        | 原案・絵コンテ：舞城王太郎 アニメーション監督・絵コンテ・キャラクターデザイン：前田真宏 キャラクターデザイン・作画監督：恩田尚之 音楽：小山嘉嵩                                                                                                   |
| 26          | 2015年 8月7日   | コント ころしや 1989                        | 中澤一登           | 中澤一登 瀬古浩司 | キャラクターデザイン・原画：中澤一登 |
| 27          | 2015年 8月14日  | ブブとブブリーナ                            | なかむらたかし     | なかむらたかし    | 原案：なかむらたかし アニメーション制作： スタジオコロリド |
| 28          | 2015年 8月21日  | ENDLESS NIGHT                               | 山本沙代           | -                 | キャラクターデザイン：上條淳士 作画監督：安彦英二 振付師：宮本賢二 作詞・作曲：ナカムラヒロシ（i-dep） 歌：小松未可子 |
| 29          | 2015年 8月28日  | ヒストリー機関                              | 吉浦康裕           | 吉浦康裕          | 原案：吉浦康裕 キャラクターデザイン・作画監督：碇谷敦 アニメーション制作：スタジオ六花 / TRIGGER |
| 30          | 2015年 9月4日   | ザ・ウルトラマン ジャッカル 対 ウルトラマン | 横山彰利           | 横山彰利          | キャラクターデザイン・作画監督：森久司 原著作：円谷プロダクション 漫画：内山まもる 「ザ・ウルトラマン」より |
| 31          | 2015年 9月11日  | GIRL                                        | 吉崎響             | -                 | 原案・絵コンテ：吉崎響 キャラクターデザイン・作画監督：井関修一 イメージボード：品川宏樹 音楽：作詞：DAOKO 作曲：小島英也（ORESAMA）、DAOKO 編曲：小島英也（ORESAMA） アニメーション制作：スタジオカラー                                          |
| 32          | 2015年 9月18日  | 新世紀いんぱくつ。                          | 櫻木優平           | 櫻木優平          | キャラクターデザイナー：西田亜沙子 音楽：buzzG／歌：加隈亜衣 アニメーション制作：スティーブンスティーブン |
| 33          | 2015年 9月25日  | 世界の国からこんにちは                      | 片山一良           | 片山一良          | 原案：片山一良 ロボットデザイン：出渕裕 キャラクターデザイン：高遠るい 作画監督：小曽根正美 アニメーション制作：ブリッジ |
| 34          | 2015年 10月2日  | 旅のロボから                                | 沖浦啓之           | 沖浦啓之          | 原案・キャラクターデザイン・作画監督：沖浦啓之 作画監督：本田雄 |
| 35          | 2015年 10月9日  | カセットガール                              | 小林浩康           | 榎戸洋司          | 原案：小林浩康 アートディレクション・キャラクターデザイン：コヤマシゲト メカニカルデザイン：高倉武史 画コンテ：摩砂雪 アニメーション：スタジオカラーデジタル部                                                                                    |
| EXTRA       |                 |                                             |                    |                   | |
| EX          | 2016年 10月15日 | 機動警察パトレイバーREBOOT                  | 吉浦康裕           | 伊藤和典 吉浦康裕 | 原作：HEADGEAR 絵コンテ・演出・撮影監督・編集：吉浦康裕 キャラクター原案：ゆうきまさみ アニメーションキャラクターデザイン・作画監督：浅野直之 メカニカルデザイン：出渕裕 音楽：川井憲次                                                           |

### 「見本市-同トレス-」
※ 作品初公開の数日後、メインスタッフをゲストに呼び色々と解説してもらう番組。
- 司会：山田幸美、氷川竜介（明治大学大学院 客員教授 アニメ特撮・研究家）

| #                  | 解説話      | 公開日                   | 解説作品 | ゲスト |
| 1stシーズン        | 1stシーズン | 1stシーズン              | 1stシーズン | 1stシーズン |
| ------------------ | ----------- | ------------------------ | --- | --- |
| 1                  | 1           | 2014年 11月10日          | 龍の歯医者 | 企画立案：庵野秀明 アニメーション監督：鶴巻和哉 アニメーションキャラクターデザイン・作画監督：亀田祥倫 |
| 2                  | 2           | 2014年 11月17日          | HILL CLIMB GIRL                                                                                                  | 監督：谷東 3Dディレクター：宮城健 |
| 3                  | 3           | 2014年 11月24日          | ME!ME!ME! | 監督：吉崎響 キャラクターデザイン・作画監督：井関修一 音楽：TeddyLoid |
| 4                  | 4           | 2014年 12月1日           | Carnage | 監督・原案・画コンテ・キャラクターデザイン・原画：本間晃 脚本：田中隼人 音楽：星野純一 |
| 5                  | 5           | 2014年 12月8日           | 安彦良和・板野一郎原撮集                                                                                         | 構成・編集：庵野秀明 |
| 6                  | 6           | 2014年 12月15日          | 西荻窪駅徒歩20分2LDK敷礼2ヶ月ペット不可                                                                          | 監督・絵コンテ・演出：前田真宏 監督・原案・キャラクターデザイン：本田雄 エンディングテーマ：「中央線」Sotte Bosse |
| 7                  | -           | 2014年 12月22日          | 第1話から第6話のダイジェスト。第7話の『until You come to me.』は作品解説無し。                                   | - |
| 8                  | 8           | 2015年 1月12日           | そこからの明日。                                                                                                 | 監督：林明美 イメージボード/デザインワーク：品川宏樹 作画監督：戸田さやか 音楽：Avaivartika |
| 9                  | 9           | 2015年 1月19日           | 電光超人グリッドマン boys invent great hero                                                                      | 監督：雨宮哲 キャラクターデザイン：芳垣祐介 |
| 10                 | 10          | 2015年 1月26日           | ヤマデロイド | 監督・原案：堀内隆 監督・キャラクターデザイン・演出・作画監督：江本正弘 制作担当：西川真剛 |
| 11                 | 11          | 2015年 2月2日            | POWER PLANT No.33                                                                                                | 原案・監督・脚本：吉浦康裕 原案・怪獣&ロボデザイン・美術監督：金子雄司 キャラクターデザイン・作画監督：斉藤健吾 |
| 12                 | 12          | 2015年 2月9日            | evangelion:Another Impact（Confidential）                                                                        | 監督：荒牧伸志 CGディレクター：松本勝 プロデューサー：石井朋彦 |
| 2ndシーズン        |             |                          | | |
| 13                 | -           | 2015年 3月9日            | 「2ndシーズン開始特番」 1stシーズンの感想。 2ndシーズンの紹介。 日本アニメ（ーター）見本市OP募集企画の結果発表。 | 前田真宏 鶴巻和哉 樋口真嗣 出渕裕 |
| 14                 | 13          | 2015年 3月16日           | Kanón | 監督・脚本・絵コンテ：前田真宏 舞台演出：吉崎響 音楽：黒瀧節也 音響監督：山田陽 |
| 15                 | 14          | 2015年 3月23日           | SEX and VIOLENCE with MACHSPEED                                                                                  | 原案・監督：今石洋之 デザイン・ストーリー原案：コヤマシゲト、若林広海 |
| 16                 | 15          | 2015年 3月30日           | おばけちゃん | 原作・絵コンテ・キャラクターデザイン・作画監督・原画・監督：コヤマシゲト 演出：若林広海（TRIGGER） 原作・テロップ：草野剛 デジタル作画管理・撮影監督：山田豊徳 CG：釣井省吾、小林浩康（スタジオカラー） 音楽：栗コーダーカルテット                   |
| 17                 | 16          | 2015年 4月6日            | 月影のトキオ | 監督：水野貴信 原作・脚本：須田剛一 スペンサーアニメーション：AC部（安達亨、板倉俊介） 音楽：Norihito Ogawa |
| 18                 | 17          | 2015年 4月13日           | 三本の証言者 | 監督・脚本・絵コンテ・作画監督：うつのみや理 作画監督補佐：西尾鉄也 |
| 19                 | 18          | 2015年 4月20日 ※21時から | オチビサン | 監督：川村真司 美術・プロデューサー：相原幸絵 ストップモーションアニメーション プロデューサー：前坂栄司 ストップモーションアニメーション アニメーター：根岸純子 ストップモーションアニメーション 撮影監督：杉木完 コンポーザー：松尾謙二郎、中村優一 |
| 20                 | 19          | 2015年 5月4日            | I can Friday by day!                                                                                             | 監督・絵コンテ：鶴巻和哉 アニメーションデザイン・作画監督：すしお 音楽：SiN |
| 21                 | 21          | 2015年 5月11日           | 偶像戦域 | 監督：山下いくと メカ作画監督：金世俊 音楽：SiN |
| 22                 | 22          | 2015年 5月18日           | イブセキ ヨルニ                                                                                                  | 監督・脚本：平松禎史 原作：さかき漣 藤井聡（京都大学大学院工学研究科教授） |
| 23                 | 23          | 2015年 5月25日           | 鼻下長紳士回顧録                                                                                                 | 佐渡島庸平（株式会社コルク 代表取締役社長） 吉田朗（株式会社シュークリーム 代表取締役） |
| 24                 | 24          | 2015年 6月1日            | 神速のRouge | 監督：鬼塚大輔 ＣＧＩ監督：鈴木貴志 副監督：松井祐亮 モデリング担当：鹿野文浩 |
| 3rdシーズン        |             |                          | | |
| 25                 | 25          | 2015年 8月3日            | ハンマーヘッド                                                                                                   | アニメーション監督：前田真宏 作画監督：恩田尚之 原画：伊藤秀次 |
| 26                 | 26          | 2015年 8月10日           | コント ころしや 1989                                                                                             | 音楽制作：島居理恵 |
| 27                 | 27          | 2015年 8月17日           | ブブとブブリーナ                                                                                                 | 監督：なかむらたかし 動画検査：村田充範 |
| 28                 | 28          | 2015年 8月24日           | ENDLESS NIGHT | 監督：山本沙代 キャラクターデザイン：上條淳士 作画監督：安彦英二 |
| 29                 | 29          | 2015年 8月31日           | ヒストリー機関                                                                                                   | 原案・脚本・監督：吉浦康裕 キャラクターデザイン・作画監督：碇谷敦 |
| 30                 | 30          | 2015年 9月7日            | ザ・ウルトラマン                                                                                                 | 監督：横山彰利 音響監督：山田陽 制作担当：杉谷勇樹 |
| 31                 | 31          | 2015年 9月14日           | GIRL | 原案・絵コンテ・監督：吉崎響 キャラクターデザイン・作画監督：井関修一 音楽：DAOKO |
| 32                 | 32          | 2015年 9月21日           | 新世紀いんぱくつ。                                                                                               | 脚本・監督：櫻木優平 リードアニメーター：川崎司 美術監督：渡邊洋一 主題歌「センチメンタルな予感」作曲・編曲・ギター：buzzG |
| 33                 | 33          | 2015年 9月28日           | 世界の国からこんにちは                                                                                           | 原案・脚本・監督・美術設定・絵コンテ・演出：片山一良 |
| 34                 | 34          | 2015年 10月5日           | 旅のロボから | 原案・脚本・監督・キャラクターデザイン・作画監督：沖浦啓之 作画監督・原画：本田雄 エンディングテーマ「Robo La Bamba」編曲・コーラス：James Panda Jr.                                                                                                 |
| 35                 | 35          | 2015年 10月12日          | カセットガール                                                                                                   | 原案・監督：小林浩康 アートディレクション・キャラクターデザイン：コヤマシゲト 脚本：榎戸洋司 CGI作画監督：松井祐亮 スペシャルエフェクトアニメーター：仲眞良一 企画協力：鶴巻和哉                                                                     |
| TV版「龍の歯医者」 |             |                          | | |
| 36                 | -           | 2017年 3月29日           | TV版「龍の歯医者」                                                                                               | 監督：鶴巻和哉 脚本：榎戸洋司 キャラクターデザイン・作画監督：井関修一 演出：吉崎響 音楽：ナカムラヒロシ（i-dep） |

## 書籍
- 日本アニメ（ーター）見本市資料集Vol.0 「西荻窪駅徒歩20分2LDK敷礼2ヶ月ペット不可 のぱらぱら本」 発売日：2016年7月29日、出版社：グラウンドワークス、ISBN 978-4-905033-09-7
- 日本アニメ（ーター）見本市資料集Vol.1 「西荻窪駅徒歩20分2LDK敷礼2ヶ月ペット不可 のいろいろ詰まった本」 発売日：2016年7月29日、出版社：グラウンドワークス、ISBN 978-4-905033-10-3
- 日本アニメ（ーター）見本市資料集Vol.2 「旅のロボからの歩き方?」 発売日：2016年10月20日、出版社：グラウンドワークス、ISBN 978-4-905033-11-0
- 日本アニメ（ーター）見本市資料集Vol.3 「カセットガール 全記録全集」 発売日：2017年5月12日、出版社：グラウンドワークス、ISBN 978-4-905033-15-8
- 日本アニメ（ーター）見本市資料集Vol.4 「ME!ME!ME! BOOK!BOOK!BOOK!」発売日：2018年6月12日、出版社：グラウンドワークス、ISBN 978-4-905033-17-2

## Blu-ray
- 『龍の歯医者 Blu-ray特別版』、発売日：2018年1月24日（2017年12月29日から劇場で先行販売）、※『龍の歯医者』の全てのバージョンを収録

また、アニメ（ーター）見本市の1stから3rdシーズンで公開された作品で、一部を除いた大多数の作品を収録。